# Kirkor Kirkorow
Kirkor Michajłow Kirkorow (bułg. Киркор Михайлов Киркоров, ur. 4 marca 1968 w Warnie) – bułgarski bokser, amatorski mistrz świata i Europy w wadze piórkowej.

## Kariera amatorska
Zdobył srebrny medal w wadze koguciej (do 54 kg) na mistrzostwach Europy juniorów w 1986 w Kopenhadze po porażce w finale z Diego Drummem z NRD. Wystąpił w wadze piórkowej (do 57 kg) na igrzyskach olimpijskich w 1988 w Seulu, gdzie w pierwszej walce pokonał Diego Drumma, drugą wygrał walkowerem, a w kolejnej uległ przyszłemu brązowemu medaliście Lee Jae-hyukowi z Korei Południowej.
Zwyciężył w wadze piórkowej na mistrzostwach Europy w 1989 w Atenach, zwyciężając w finale Marco Rudolpha z NRD. Zdobył srebrny medal w tej kategorii na mistrzostwach świata w 1989 w Moskwie po przegranej w finale z reprezentantem gospodarzy Ajratem Chamatowem. Na mistrzostwach Europy w 1991 w Göteborgu pokonał Kirkorowa w ćwierćfinale wagi piórkowej Djamel Lifa z Francji.
Kirkorow zdobył złoty medal w wadze piórkowej na mistrzostwach świata w 1991 w Sydney po zwycięstwie w finale nad Parkiem Duk-kyu z Korei Południowej. Na igrzyskach olimpijskich w 1992 w Barcelonie przegrał już pierwszą walkę z późniejszym mistrzem Andreasem Tewsem z Niemiec.

## Kariera zawodowa
Kirkorow przeszedł na zawodowstwo w 1993. Wygrał pierwsze 20 walk (w tym z Emiłem Czuprenskim, który liczył wówczas 38 lat). W czerwcu 1999 doznał pierwszej porażki, gdy w walce o wakujący tytuł mistrza Europy EBU (a także tytuł mistrzowski mało cenionej organizacji IBC) w wadze superpiórkowej (junior lekkiej) pokonał go Dennis Holbæk Pedersen. Później przegrał w 2000 ze swym rodakiem Tonczo Tonczewem w pojedynku o tytuł mistrza interkontynentalnego WBC w wadze superpiórkowej, a w 2004 z Jánosem Nagym o taki sam tytuł organizacji WBA i WBO. Od 2000 większość walk przegrywał. Pokonali go m.in. Vitali Tajbert i Nicky Cook. Zakończył karierę bokserską w 2010.